# Catasetum maranhense
Catasetum maranhense är en orkidéart som beskrevs av Lacerda och Silva. Catasetum maranhense ingår i släktet Catasetum och familjen orkidéer. Inga underarter finns listade i Catalogue of Life.